# Anne Sweeney
Anne Marie Sweeney (ur. 4 października 1957 w Kingston) – wiceprezes Disney Media Networks i prezes Disney-ABC Television Group.

## Życie i kariera
Sweeney urodziła się w Kingston w stanie Nowy Jork. Posiada stopień licencjata z College of New Rochelle i stopień magistra z Uniwersytetu Harvarda.

### Nickelodeon i Fox
W 1993 r. Sweeney została przewodniczącym i dyrektorem Generalnym FX Networks Inc. Podczas swojej kadencji kierowała uruchomieniem dwóch podstawowych kanałów kablowych: FX, który był stacją o charakterze rozrywkowym i FXM: Movies from Fox była to pierwsza stacja całkowicie poświęcona produkcjom jednej wytwórni filmowej z Hollywood.
Przed swoim przejściem do stacji Fox Sweeney pracowała w Nickelodeon/Nick AT Nite na różnych stanowiskach menadżerskich, lecz najdłużej jako starszy wiceprezes Program Enterprises. Wśród wielu obowiązków nadzorowała m.in. międzynarodowy rozwój stacji Nickelodeon, włączając w to uruchomienie kanału w Wielkiej Brytanii jako wspólnego przedsięwzięcia z British Sky Brodcasting.

### The Walt Disney Company
Pismo The Hollywood Reporter przyznało jej tytuł jednej z „50 najpotężniejszych kobiet w branży rozrywkowej”, magazyn Fortune nazwał ją jedną z „50 najpotężniejszych kobiet w biznesie” a Forbes nadał jej tytuł jednej z „100 najpotężniejszych kobiet świata”.
Sweeney jest obecnie wiceprezesem Disney Media Networks i prezesem Disney-ABC Television Group. Sweeney dołączyła do Walt Disney Company w lutym 1996 r. jako prezes ABC i wiceprezes wykonawczy Disney/ABC Cable Networks. Na tym stanowisku odpowiadała za rozrywkę oraz wiadomości telewizji. Włącza to następujące stacje i studio ABC Entertainment, ABC Kids, ABC Daytime, ABC Sports and ABC News; ABC Studios (odpowiada ono za produkcję serialową). Odpowiada także za nadzór nad Walt Disney Television Animation, Buena Vista Worldwide Television and Walt Disney Television International oraz odpowiada za prowadzenie interesów Disneya w Lifetime Entertainment Services i A&E Television Networks.
Od października 2000 r. do kwietnia 2004 r. Sweeney była prezesem ABC Cable Networks Group i Disney Channel Worldwide. Kontynuowała strategię rozpoczętą przez swojego poprzednika Johna F. Cooke’a. Disney Channel emituje mieszankę seriali, filmów i nabytych programów. Obecnie stacja dostępna jest w więcej niż 87 milionach gospodarstw domowych w USA. Krytycy nie zgadzają się ze strategią biznesową stworzoną przez Sweeney, która ukierunkowuje programy stacji w stronę nastoletnich dziewczyn. Kierownictwo doszło do wniosku, że stacja rozszerzy ogólną grupę odbiorców w 2010 r., gdy do ramówki weszły takie programy jak Good Luck Charlie, Aaron Stone i Zeke and Luther.
Sweeney nadzorowała uruchomienie całodobowego kanału animowanego Toon Disney w kwietniu 1998 r. oraz dzięki jej działaniom jest dziś on dostępny w ponad 52 milionach gospodarstw domowych w USA. Dwa lata później, w lutym 2000 r., nadzorowała uruchomienie SOAPnet, całodobowej stacji emitującej opery mydlane, dziś ta stacja dociera do ponad 61,4 miliona domów w USA.

### Nagrody
W 2005 r. została przyjęta do „Hall of Fame” Brodcasting & Cable. W 2004 otrzymała Muse Award z New York Women in Film & Television. Została także wielokrotnie uhonorowana przez Women in Cable & Telecommunications dla Menadżera Roku 2004, Kobiety Roku 1997 i 1998 oraz Advocate Leader Award z WICT’s Southern California. W 1995 otrzymała STAR Award od American Women in Radio and Television. Została również przyjęta do American Advertising Federation’s Advertising Hall of Achievement w 1996. Z kolei w 2002 otrzymała Lucy Award w uznaniu za jej doskonałość i innowację w jej kreatywnej pracy, która podnosi postrzeganie kobiet przez telewizyjne środki przekazu. Jest ponadto laureatką Cable Television Public Affairs Association’s President’s Award.

### Życie osobiste
Sweeney jest aktywna w organizacjach przemysłu mediowego oraz poza nimi. Jest także w zarządzie A&E Television Group, Museum of Television & Radio oraz Special Olympics, a ponadto jest honorową przewodniczącą Cable Positive. Jej mężem jest Phillip Miller, mają dwójkę dzieci, z których jedno z nich jest chore na autyzm.